# Ascari KZ1-R
Ascari KZ1-R – wyścigowy supersamochód produkowany przez firmę Ascari Cars od 2005 r. Dostępny jako 2-drzwiowe coupé. Następca modelu Ascari KZ1. Do napędu użyto jednostki V8 5,0 l (4941 cm²) DOHC 32v/4 zawory na cylinder (BMW S62), generującą moc maksymalną 520 KM przy 7250 obr./min. Maksymalny moment obrotowy wynosi 510 Nm przy 3500 obr./min. Moc przenoszona była na tylną oś poprzez 6–biegową manualną skrzynię biegów. Prędkość maksymalna wynosi 321 km/h, przyspieszenie 0–100 km/h 3,3 s, zaś przyspieszenie 0–160 km/h 8,2 s. Samochód został zastąpiony przez model Ascari A10.

## Dane techniczne

### Silnik
- V8 5,0 l (4941 cm³), 4 zawory na cylinder
- Układ zasilania: wtrysk
- Średnica cylindra × skok tłoka: 94 mm × 89 mm
- Stopień sprężania: 3,7:1
- Moc maksymalna: 520 KM (388 kW) przy 7250 obr./min
- Maksymalny moment obrotowy: 510 N•m przy 3500 obr./min

### Osiągi
- Przyspieszenie 0-100 km/h: 3,3 s
- Przyspieszenie 0-160 km/h: 8,2 s
- Prędkość maksymalna: 321 km/h
- Stosunek mocy do masy: 0,42 KM/kg

## Galeria

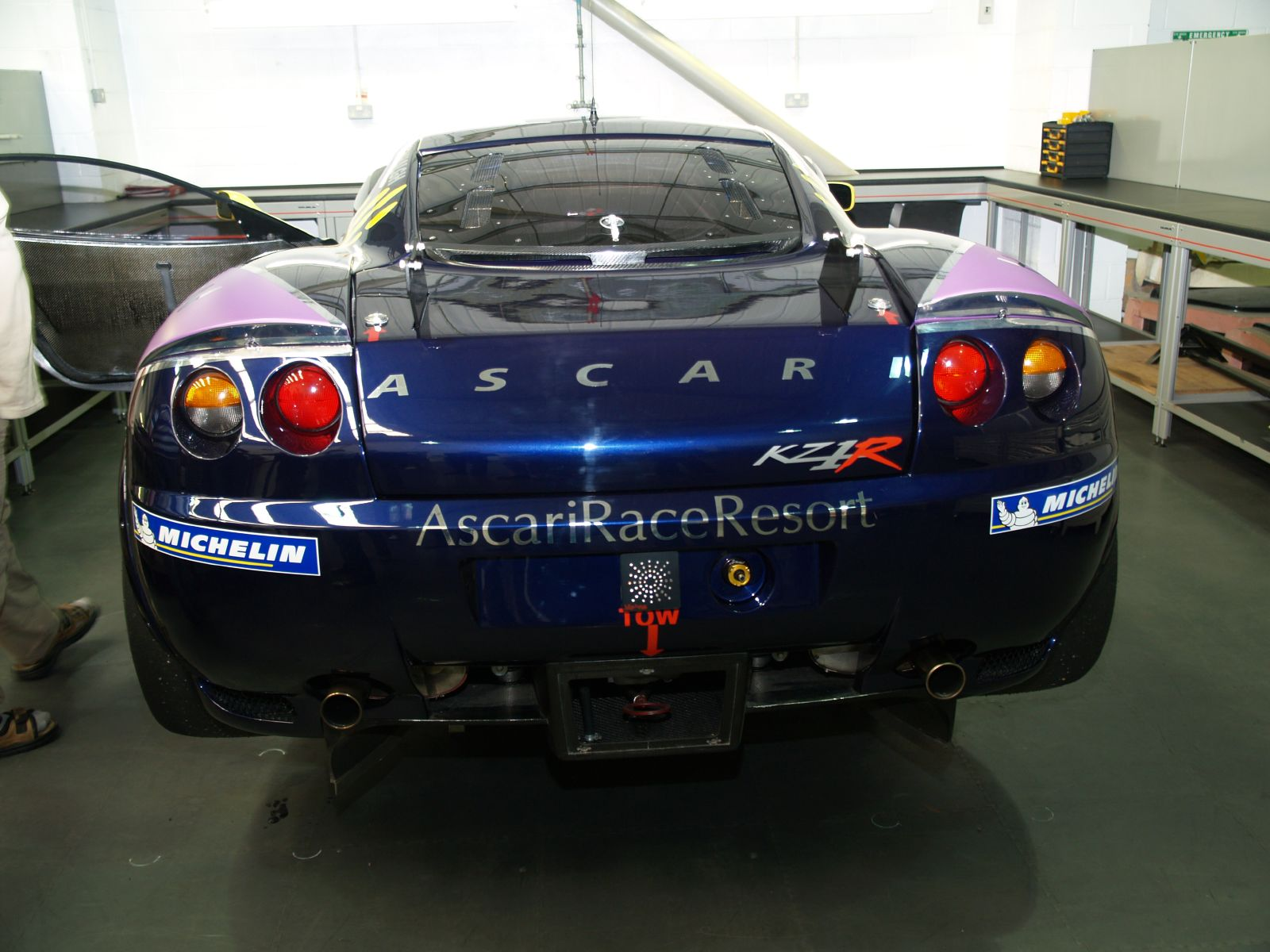
Tył pojazdu
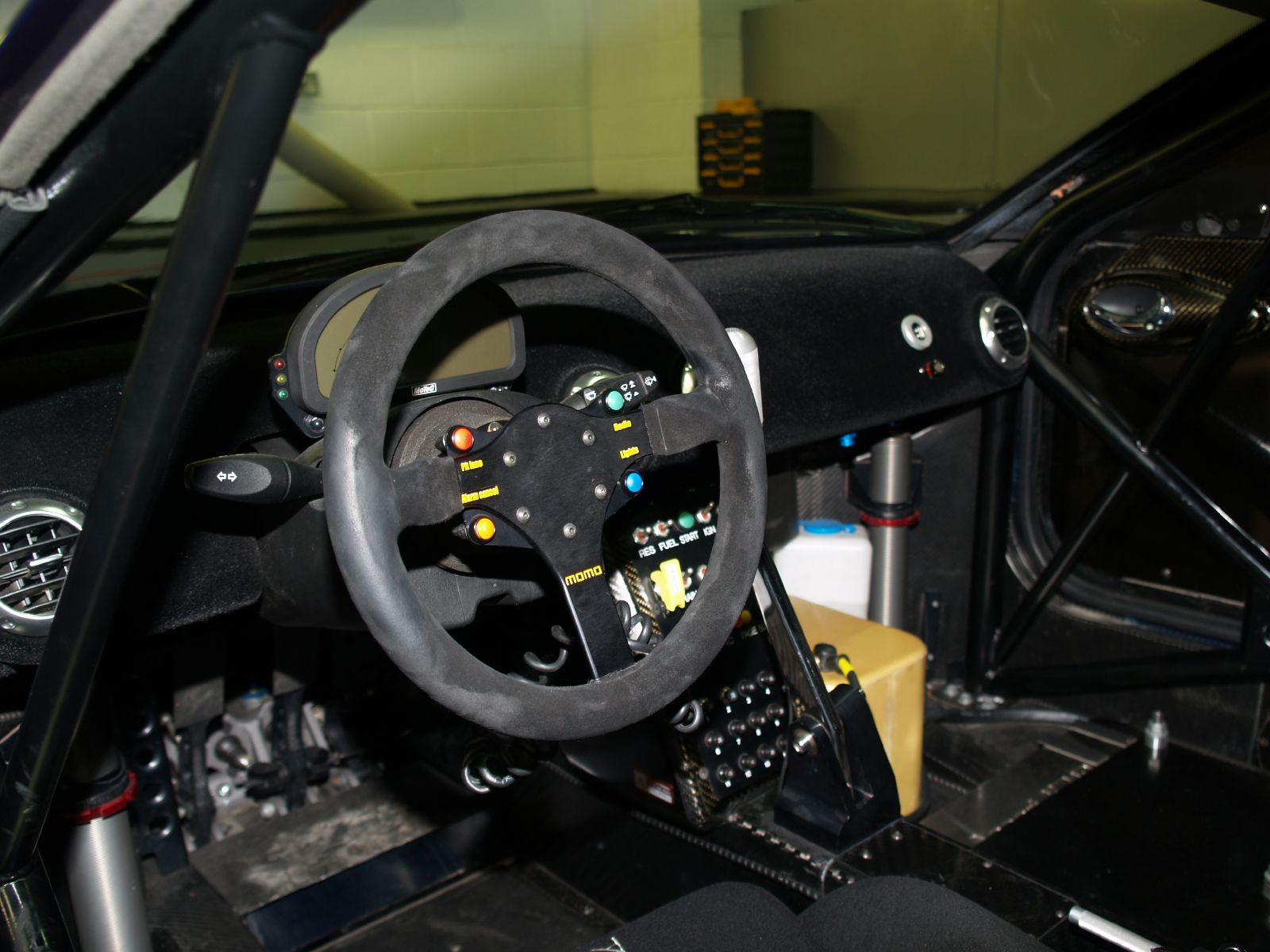
Kokpit
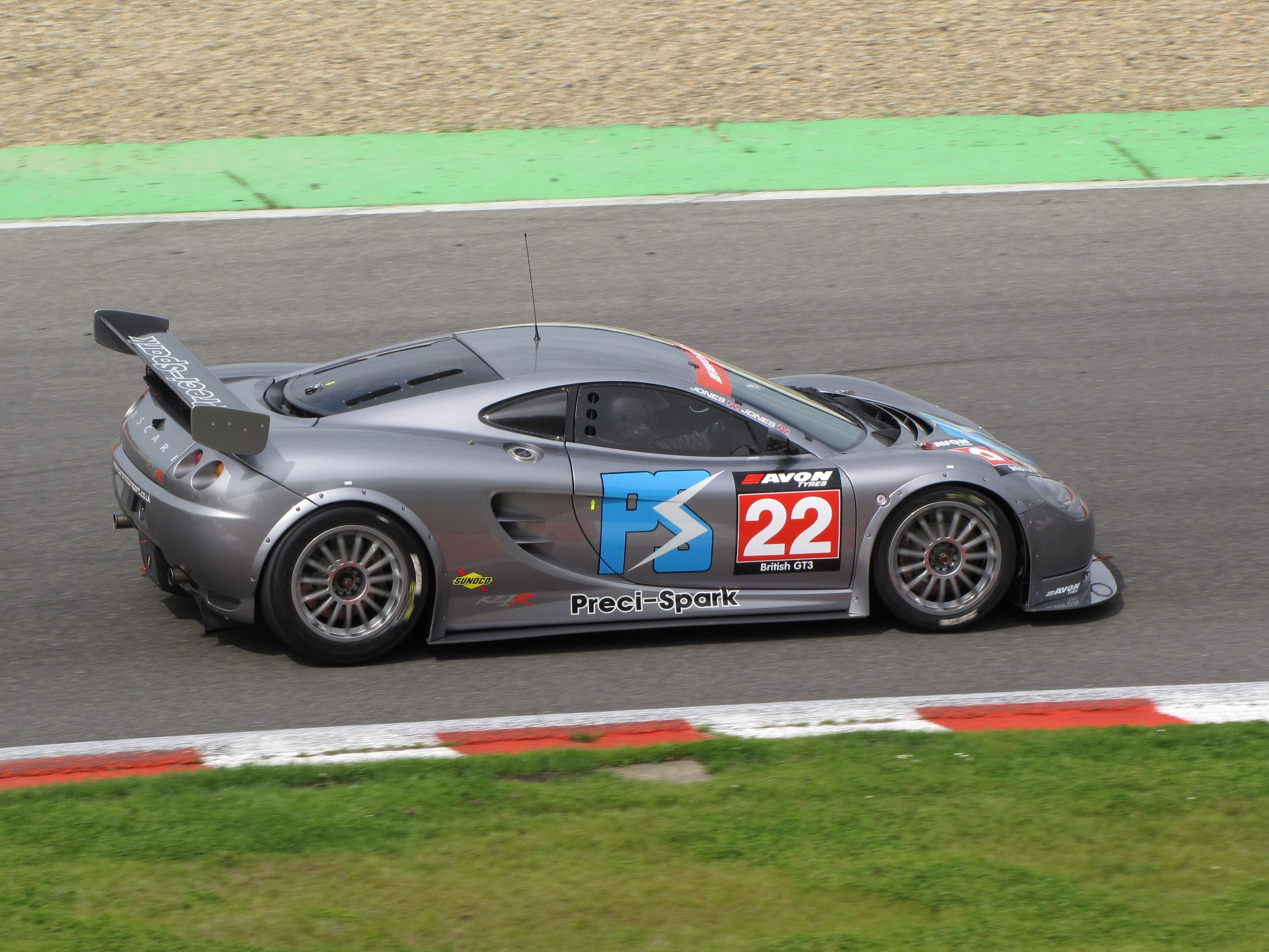
Ascari KZ1-R na wyścigu
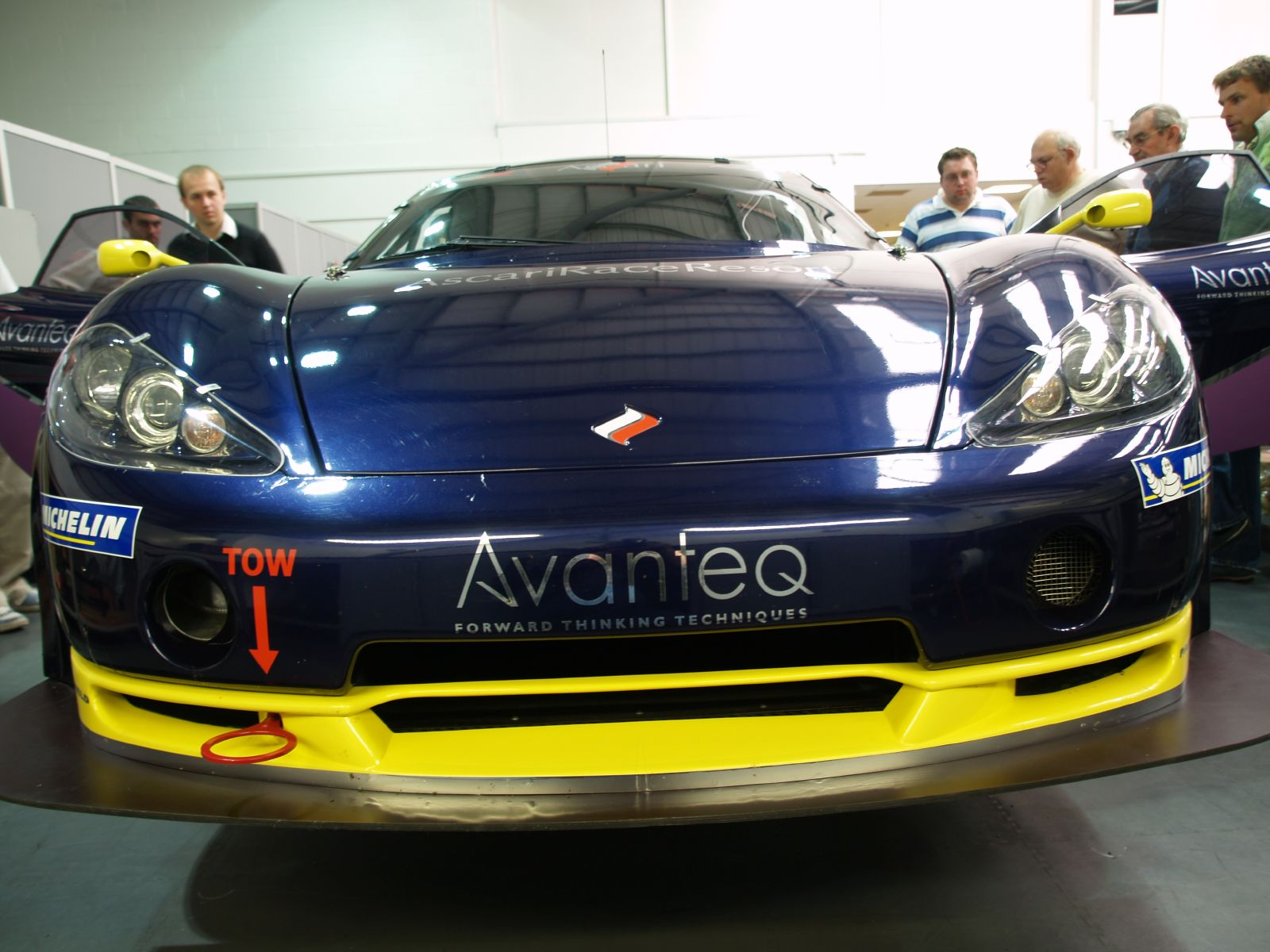
Przód samochodu
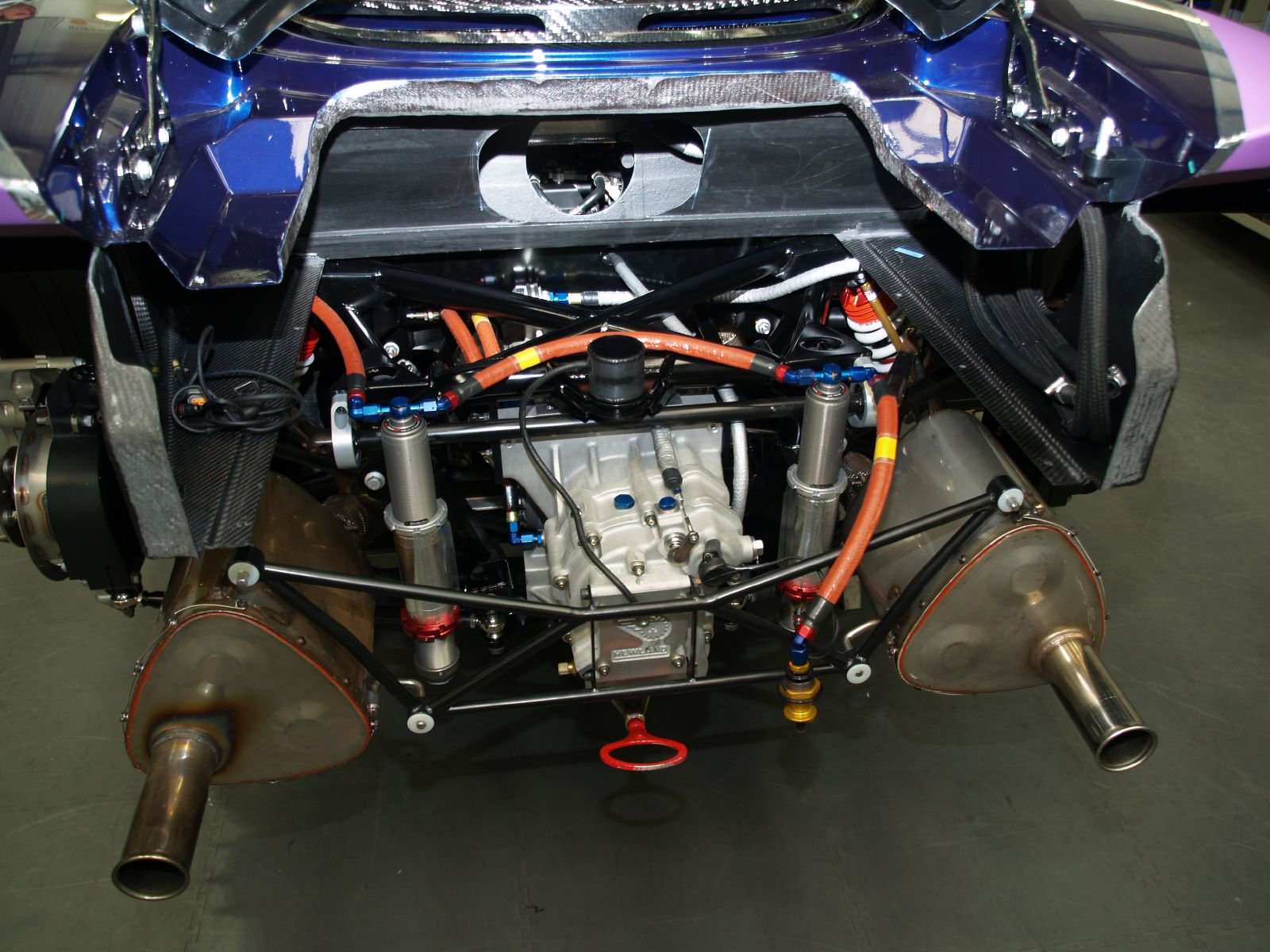
Silnik